# Заец, Владимир Владимирович
Владимир Владимирович Заец (азерб. Vladimir Vladimiroviç Zayets) — азербайджанский легкоатлет-паралимпиец, выступавший в категории инвалидности F12 (с нарушением зрения), ныне — тренер по параатлетике. Призёр летних Паралимпийских игр 2008 и 2012 годов

## Карьера

### Карьера параатлета
Влдаимир Заец — бронзовый призёр летних Паралимпийских игр 2008 года , серебряный призёр летних Паралимпийских игр 2012 года (тройной прыжок) и бронзовый призёр летних Паралимпийских игр 2012 года (эстафета 4×100 метров). Победитель чемпионата мира 2013 года в тройном прыжке (категория T12), серебряный призёр чемпионата мира 2006, бронзовый призёр 2011 гг. и чемпион Европы 2012 в тройном прыжке.
Также Владимир Заец является победителем Всемирных игр 2006 в закрытых помещениях (тройной прыжок, Швейцария F12) и чемпионата Европы 2009 (тройной прыжок, Родос F12), где им был установлен мировой рекорд в 15.43 м.
В 2011 году за заслуги в развитии паралимпийского движения в Азербайджане распоряжением президента Азербайджана был награждён медалью «Прогресс».
14 сентября 2012 года Владимир Заец за высокие достижения на XIV летних Паралимпийских играх в Лондоне, а также за заслуги в развитии азербайджанского спорта распоряжением президента Азербайджанской Республики был награждён «Почётным дипломом Президента Азербайджанской Республики».

### Тренерская деятельность
После завершения спортивной карьеры, Заец стал тренером сборной Азербайджана по паралимпийской лёгкой атлетике. На Паралимпийских играх 2020 в Токио его подопечные толкатель ядра Эльвин Астанов стал чемпионом с паралимпийским рекордом, а прыгун Саид Наджафзаде завоевал бронзу. Распоряжением президента Азербайджанской Республики Ильхама Алиева от 6 сентября 2021 года Владимир Заец за высокие достижения на XVI летних Паралимпийских играх в Токио и заслуги в развитии азербайджанского спорта был награждён орденом «Труд» III степени.  
На Паралимпийских же играх 2024 в Париже подопечный Владимира Заеца Саид Наджафзаде выиграл паралимпиаду. Распоряжением президента Азербайджанской Республики Ильхама Алиева от 10 сентября 2024 года Владимир Заец за высокие достижения на XVII летних Паралимпийских играх в Париже и заслуги в развитии азербайджанского спорта был награждён орденом «Труд» II степени. Как тренер Наджафзаде, он также был награждён денежной премией в размере 100 000 манатов.